# 아리모토 킨류
아리모토 킨류(1940년 2월 11일 ~ 2019년 2월 1일)는 일본의 성우이다.
2019년 2월 1일, 식도암으로 인해 도내 병원에서 별세하였다.

## 출연 작품
- 강철의 연금술사 - 코네로
- 극장판 도라에몽: 진구의 우주표류기 - 리베르토 사령관
- 기동전사 건담 SEED - 패트릭 자라
- 낙제기사의 영웅담 - 쿠로가네 료마
- 명탐정 코난 - 하타모토 죠지
- 붕붕차차 - 어흥 아저씨
- 블리치 - 쿠치키 긴레이
- 원피스 - 에드워드 뉴게이트
- 이나즈마 일레븐 - 히비키 세이고
- 체포하겠어 - 스님
- 포켓몬스터 제너레이션즈 - 양옥집의 집사 귀신